# Kutaisski Awtomobilny Sawod
Kutaisski Awtomobilny Sawod (KAS) (russisch Кутаисский автомобильный завод (КАЗ); georgisch ქუთაისის საავტომობილო ქარხანა, kutaissis saawtomobilo karchana; übersetzt Kutaissier Automobilwerk, abgekürzt auch KAZ) ist ein ehemaliger Nutzfahrzeughersteller der Sowjetunion. Gegründet wurde KAS im Jahr 1951 in der Stadt Kutaissi in der Georgischen SSR. Im selben Jahr wurde die Fertigung von Lastkraftwagen aufgenommen. Ende der 1980er-Jahre arbeiteten mehr als 18.000 Menschen in dem Unternehmen. Nach dem Zerfall der Sowjetunion verschlechterte sich die Lage des Werks, spätestens 2010 wurden keine Fahrzeuge mehr produziert.

## LKW-Modelle

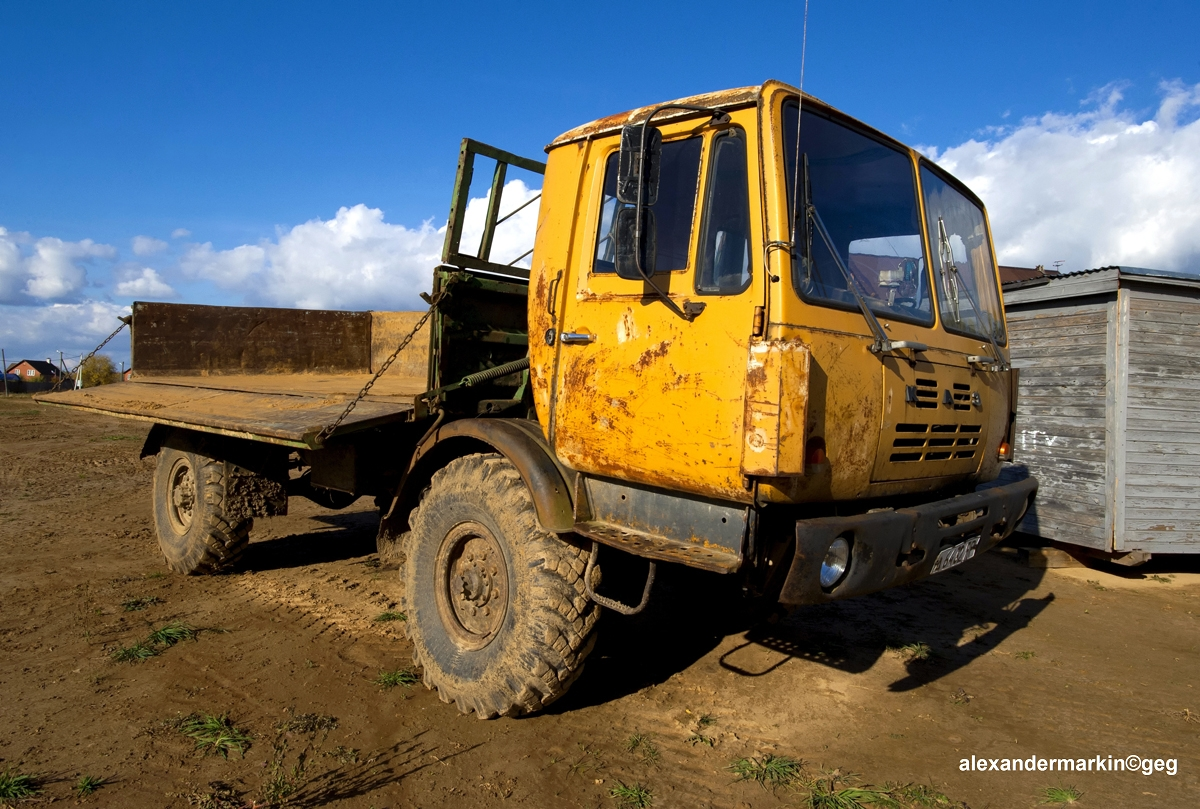
Ein KAZ-4540 aus den 1980er Jahren (2014)

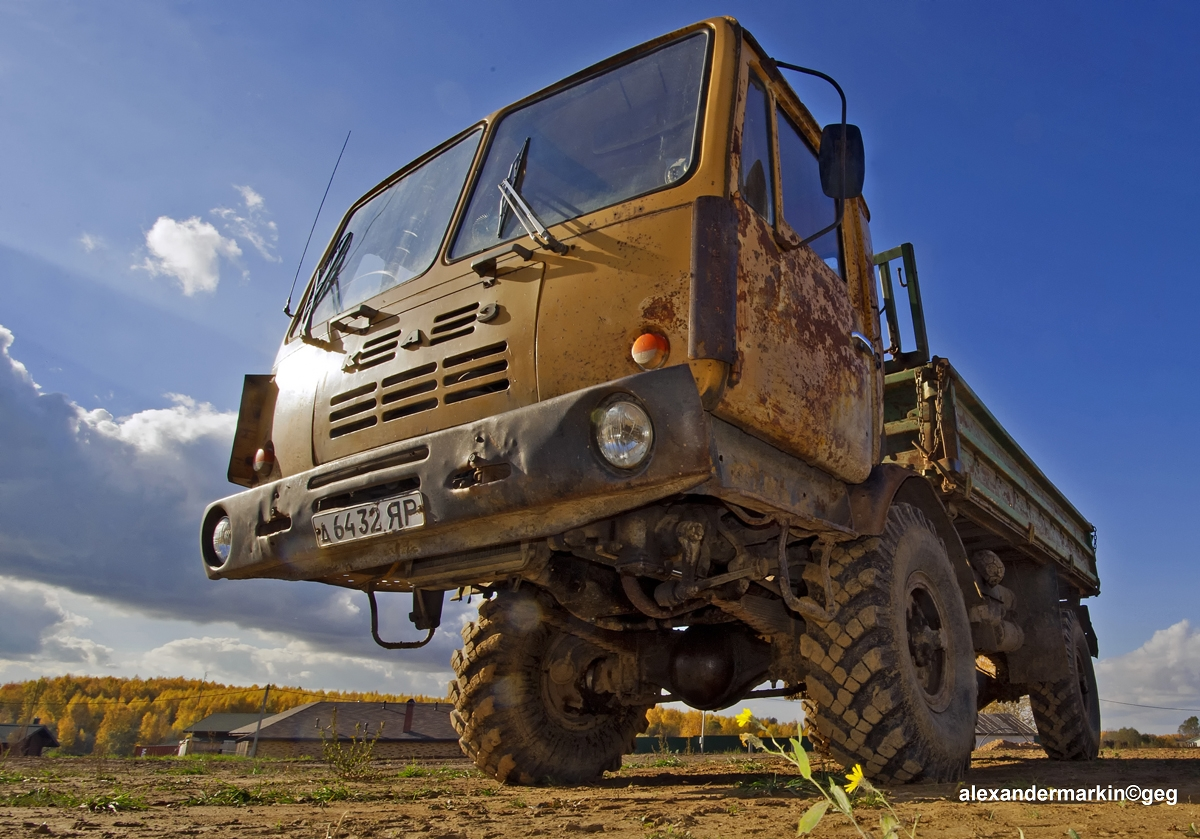
Frontansicht des Fahrzeugs

### KAZ-150
Das erste Fahrzeug war der LKW KAZ-150, eine geringfügig modifizierte Variante des ZIS-150, die bereits seit 1947 im Stalinwerk (SIS, später SIL) in Moskau hergestellt wurde. Die Bauteile des KAZ-150 wurden von ZIS geliefert und in Kutaissi montiert. Ab 1961 fertigte KAS die Teile selbst.
Weitere Modelle der 1950er-Jahre waren die Kipper KAZ-585 und KAZ-600, welche stark dem ZIS-MMZ-585 ähnelten, sowie die Sattelzugmaschine KAZ-120T, die in Kombination mit dem Sattelauflieger KAZ-716 speziell für den Transport von Baumwolle entwickelt worden war.

### KAZ-606 und Nachfolger
Der meistgebaute LKW von KAS war der KAZ-606 Kolchida, der mit seinen Modifikationen und Nachfolgemodellen KAZ-606A, KAZ-608 und KAZ-608B von 1958 bis 1991 produziert wurde. Die ursprüngliche Version war ein Fünftonner mit einem Sechsliter-V8-Motor, der 140 PS (103 kW) leistete. Der kurze Radstand des LKW ermöglichte eine große Wendigkeit beim Befahren von Gebirgspässen.
In den 1980er-Jahren wurden außerdem die Typen KAZ-4502 und KAZ-4540 produziert.